# Heinrich Gelzer
Heinrich Gelzer (Berlijn, 1 juli 1847-Jena, 11 juli 1906) was een Duitse klassieke filoloog. 
Zijn zoon, ook Heinrich Gelzer, was een schrijver, en zijn vader was de Zwitserse historicus Johann Heinrich Gelzer.

## Werken
- Sextus Julius Africanus und die byzantinische Chronographie (3 vol.)
- Georgii Cyprii Descriptio orbis romani (1890)
- Index lectionum Ienae (1892)
- Leontios' von Neapolis Leben des heiligen Johannes des Barmherzigen, Erzbischofs von Alexandrien (1893)
- Geistliches und Weltliches aus dem türkisch-griechischen Orient (1900)
- Ungedruckte und ungenügend veröffentlichte Texte der Nottiae episcopatuum. Ein Beitrag zur byzantinischen Kirchen- und Verwaltungsgeschichte (1901)
- Vom heiligen Berge und aus Makedonien. Reisebilder aus den Athosklöstern und dem Insurrektionsgebiet (1904}
- Scriptores sacri et profani ... vol. 4. Des Stephanos von Taron armenische Geschichte (1907) met A. Burckhardt
- Byzantinische Kulturgeschichte (1909)
- Patrum nicaenorum nomina, met Heinrich Hilgenfeld en Otto Cuntz
- Ausgewählte kleine Schriften
- Der altfranzösische Yderroman (1913)